# 帕爾蒙納公園 (佛羅里達州)
帕爾蒙納公園（英語：Palmona Park）是位於美國佛羅里達州李縣的一個人口普查指定地區。

## 地理
帕爾蒙納公園的座標為26°41′10″N 81°53′47″W / 26.68611°N 81.89639°W，而該地最高點為海拔高度3米（即10英尺）。

## 人口
根據2010年美國人口普查的數據，帕爾蒙納公園的面積為2.10平方千米，當中陸地面積為2.10平方千米，而水域面積為0.00平方千米。當地共有人口1353人，而人口密度為每平方千米644人。